# FC Arda Kardžali
FC Arda 1924 Kardžali (bulharsky ПФК Арда Кърджали) je bulharský fotbalový klub z Kardžali. Hraje 1. bulharskou ligu.
Je pojmenován po řece Arda, přítoku Marice. Domácím stadionem je Arena Arda s kapacitou 15 000 diváků.
Po většinu své historie klub hrál 2. ligu, v sezóně 1955/56 obsadil 2. místo. V sezóně 2020/21 prohrál ve finále poháru s CSKA Sofia.
V sezóně 2018/19 klub vyhrál play-off o postup se Septemvri Sofia a poprvé postoupil do 1. ligy.

## Významní hráči
V seznamu jsou uvedeni fotbalisté, kteří reprezentovali svou zemi nebo odehráli více než 100 zápasů za klub.
- Michail Alexandrov
- Ahmed Osman
- Dimitar Aleksjev
- Preslav Borukov
- Spas Delev
- Aleksandar Georgiev
- Vensislav Hristov
- Kristo Ivanov
- Stanislav Ivanov
- Ivan Karadžov
- Michail Karuškov
- Ivan Kokonov
- Lachezar Kotev
- Svetoslav Kovačev
- Plamen Krumov
- Deyan Lozev
- Martin Lukov
- Dimitar Makriev
- Aleks Petkov
- Milen Stoev
- Ivan Tilev
- Borislav Tsonev
- Radoslav Tsonev
- Radoslav Uzunov
- Radoslav Vasilev
- Vensislav Vasilev
- Tonislav Yordanov
- Ilija Jurukov
- Petar Zehtinski
- Milen Želev
- Rumyan Hovsepyan
- Cəlal Hüseynov
- Slobodan Rubežić
- Darko Glišić
- Ilias Hassani
- David Kiki
- Félix Eboa Eboa
- Alie Sesay
- El Mami Tetah
- Oumar Sako
- Rebin Sulaka